# Le Petit Vieux des Batignolles

Le Petit Vieux des Batignolles est une nouvelle policière d'Émile Gaboriau, parue dans le Petit Journal en 1870 et dans un volume posthume en 1876. Elle a été une de ses œuvres les plus célèbres.

## Adaptation
- 2009 : Le Petit Vieux des Batignolles, téléfilm de Claude Chabrol, (série télévisée Contes et nouvelles du XIXe siècle).